# Unione Sportiva Siracusa 2011-2012
Questa pagina raccoglie i dati riguardanti l'Unione Sportiva Siracusa nelle competizioni ufficiali della stagione 2011-2012.

## Stagione
Nella stagione 2011-2012 il Siracusa partecipa al campionato di Lega Pro Prima Divisione 2011-2012, che chiude al terzo posto con 58 punti, accedendo ai Play-off. Senza i cinque punti di penalizzazione avrebbe ottenuto la promozione diretta in Serie B. La squadra biancoazzurra ha perso la doppia semifinale dei Play-off contro il Lanciano. Miglior marcatore di stagione il sardo Marco Mancosu con 8 reti.
Il Siracusa partecipa alla Coppa Italia nazionale superando nel primo turno (1-0) il Teramo, poi termina al secondo turno il suo percorso contro il Livorno che si impone (3-1). Nella Coppa Italia di Lega Pro il Siracusa, avendo disputato la Coppa Italia nazionale non disputa il girone di qualificazione, ma viene ammesso ai turni ad eliminazione, nel primo turno incrocia il Trapani, perdendo (2-1) dopo i tempi supplementari.

## Divise e sponsor
Lo sponsor tecnico per la stagione 2011-2012 è Max Sport mentre lo sponsor ufficiale è ERG.
| Casa | Trasferta |

## Organigramma societario
Area direttiva
- Presidente: Luigi Savoldi
- Vice Presidente: Marco Mauceri

Area organizzativa
- Segretario generale: Sebastiano Galizia

Area comunicazione
- Responsabile Marketing: Romano Sapere

Area tecnica
- Direttore sportivo: Antonello Laneri
- Team Manager: Felice Di Mauro
- Allenatore: Andrea Sottil
- Allenatore in seconda: Teodoro Coppola
- Allenatore dei portieri: Sebastiano Aprile
- Preparatore atletico: Giuseppe Di Mauro

Area sanitaria
- Medico sociale: Mariano Caldarella
- Massaggiatori: Giovanni Di Vico, Alban Dusart

## Rosa
La rosa del Siracusa nella stagione 2011-2012.
| N. |                      | Ruolo | Calciatore          |
| -- | -------------------- | ----- | ------------------- |
|    | Italia (bandiera)    | P     | Paolo Baiocco       |
|    | Italia (bandiera)    | P     | Massimo Fornoni     |
|    | Italia (bandiera)    | P     | Ottavio Scordino    |
|    | Italia (bandiera)    | D     | Valerio Capocchiano |
|    | Argentina (bandiera) | D     | Mariano Fernández   |
|    | Italia (bandiera)    | D     | Giovanni Ignoffo    |
|    | Italia (bandiera)    | D     | Giorgio Lucenti     |
|    | Italia (bandiera)    | D     | Davide Moi          |
|    | Italia (bandiera)    | D     | Andrea Petta        |
|    | Italia (bandiera)    | D     | Andrea Pippa        |
|    | Italia (bandiera)    | D     | Antonio Strigari    |
|    | Italia (bandiera)    | C     | Ilario Aloe         |
|    | Italia (bandiera)    | C     | Davide Baiocco      |
|    | Italia (bandiera)    | C     | Fabio Calabrese     |

| N. |                      | Ruolo | Calciatore          |
| -- | -------------------- | ----- | ------------------- |
|    | Italia (bandiera)    | C     | Luigi Calabrese     |
|    | Italia (bandiera)    | C     | Carmine Giordano    |
|    | Italia (bandiera)    | C     | Marco Mancosu       |
|    | Argentina (bandiera) | C     | Fernando Spinelli   |
|    | Italia (bandiera)    | C     | Enrico Verachi      |
|    | Italia (bandiera)    | A     | Liborio Bongiovanni |
|    | Italia (bandiera)    | A     | Massimo Coda        |
|    | Francia (bandiera)   | A     | Mohamed Fofana      |
|    | Argentina (bandiera) | A     | Lucas Longoni       |
|    | Italia (bandiera)    | A     | Adriano Montalto    |
|    | Italia (bandiera)    | A     | Vincenzo Pepe       |
|    | Italia (bandiera)    | A     | Emanuele Testardi   |
|    | Italia (bandiera)    | A     | Francesco Zizzari   |

## Calciomercato
Di seguito sono riportati i trasferimenti del calciomercato 2011-2012 del Siracusa.

### Sessione estiva(dall'1/7 all'1/9)
| Acquisti | Acquisti          | Acquisti    | Acquisti      |
| R.       | Nome              | da          | Modalità      |
| -------- | ----------------- | ----------- | ------------- |
| D        | Andrea Pippa      | Salernitana | definitivo    |
| D        | Mariano Fernández | Casale      | definitivo    |
| D        | Andrea Petta      | Napoli      | prestito      |
| C        | Davide Baiocco    | Brescia     | definitivo    |
| C        | Enrico Verachi    | Cagliari    | definitivo    |
| C        | Luigi Calabrese   | Noto        | definitivo    |
| C        | Vincenzo Pepe     | Salernitana | definitivo    |
| C        | Marco Mancosu     | Cagliari    | prestito      |
| C        | Fabio Calabrese   | Trapani     | fine prestito |
| A        | Lucas Longoni     | Triestina   | definitivo    |
| A        | Francesco Zizzari | Reggina     | prestito      |
| A        | Mohamed Fofana    | SPAL        | definitivo    |
| A        | Adriano Montalto  | Salernitana | definitivo    |

| Cessioni | Cessioni                 | Cessioni      | Cessioni      |
| R.       | Nome                     | a             | Modalità      |
| -------- | ------------------------ | ------------- | ------------- |
| D        | Giovanni Iodice          | Casale        | definitivo    |
| D        | Ivan Caldarella          | Messina       | prestito      |
| D        | Enrico Pepe              | Salernitana   | fine prestito |
| D        | Lorenzo Pasqualini       | Ascoli        | fine prestito |
| C        | Francesco Corapi         | Vibonese      | definitivo    |
| C        | Antonio Di Silvestro     |               | definitivo    |
| C        | Alessandro Provenzano    | Cosenza       | definitivo    |
| C        | Federico Bufalino        | Pavia         | definitivo    |
| C        | Nicola Mancino           | Grosseto      | prestito      |
| C        | Davide Desideri          |               | fine prestito |
| C        | Giorgio Giurdanella      |               | fine prestito |
| C        | Daniele Biondo           | Vigor Lamezia | fine prestito |
| A        | Giovanni Abate           | Trapani       | definitivo    |
| A        | Angelo Rosella           | Licata        | prestito      |
| A        | Roberto Chiaria          | Neapolis      | definitivo    |
| A        | Vincenzo Cosa            |               | svincolato    |
| A        | Ernesto Torregrossa      | Verona        | fine prestito |
| A        | Jean Romaric Kevin Koffi | Napoli        | fine prestito |

### Sessione invernale(dal 3/1 al 31/1)
| Acquisti | Acquisti          | Acquisti  | Acquisti   |
| R.       | Nome              | da        | Modalità   |
| -------- | ----------------- | --------- | ---------- |
| C        | Ilario Aloe       | Ascoli    | definitivo |
| A        | Emanuele Testardi | Sampdoria | prestito   |
| A        | Massimo Coda      | Bologna   | prestito   |

| Cessioni | Cessioni         | Cessioni | Cessioni   |
| R.       | Nome             | a        | Modalità   |
| -------- | ---------------- | -------- | ---------- |
| C        | Fabio Calabrese  | Visé     | definitivo |
| A        | Adriano Montalto | Ascoli   | definitivo |

## Risultati

### Lega Pro Prima Divisione

#### Girone di andata
| Arbitro: | Soricaro (Barletta) |

|              |           |                 |
| Jefferson 5’ | Marcatori | 68’ A. Montalto |

| Arbitro: | Castrignanò (Brindisi) |

|                 |           |  |
| A. Montalto 17’ | Marcatori |  |

| Arbitro: | Minelli (Varese) |

|                                            |           |  |
| Curiale 24’, 28’ Godeas 45’ Allegretti 67’ | Marcatori |  |

| Arbitro: | Pairetto (Nichelino) |

|                                    |           |            |
| Fofana 11’, 71’ (rig.) Mancosu 57’ | Marcatori | 66’ Evacuo |

| Arbitro: | Marini (Roma) |

|            |           |                            |
| Tarana 25’ | Marcatori | 40’ (rig.) Longoni 83’ Moi |

| Siracusa 9 ottobre 2011, ore 15:00 CEST 6ª giornata | Siracusa           | 0 – 0 referto | Cremonese | Stadio Nicola De Simone (2.710 spett.)\| Arbitro: \| Vandelli (Foligno) \| |
| Arbitro:                                            | Vandelli (Foligno) |               |           |                                                                            |

| Arbitro: | Aureliano (Bologna) |

|                            |           |  |
| Guidetti 33’ Romondini 90’ | Marcatori |  |

| Arbitro: | Gallo (Barcellona Pozzo di Gotto) |

|                               |           |             |
| A. Montalto 30’, 34’ Pepe 88’ | Marcatori | 64’ Barraco |

| Arbitro: | Fiore (Barletta) |

|            |           |                               |
| Fofana 50’ | Marcatori | 14’, 46’ Martin 80’ Schenetti |

| Arbitro: | Brasi (Seregno) |

|                |           |                         |
| Gasparello 34’ | Marcatori | 27’ (rig.), 33’ Mancosu |

| Arbitro: | Ripa (Nocera Inferiore) |

|                             |           |  |
| Fofana 34’ Longoni 58’, 63’ | Marcatori |  |

| Arbitro: | Benassi (Bologna) |

|          |           |            |
| Cori 69’ | Marcatori | 14’ Fofana |

| Arbitro: | Coccia (San Benedetto del Tronto) |

|                         |           |  |
| D. Baiocco 22’ Pepe 82’ | Marcatori |  |

| Arbitro: | Pasqua (Tivoli) |

|  |           |                        |
|  | Marcatori | 36’ (rig.) A. Montalto |

| Arbitro: | Martinelli (Roma) |

|                         |           |  |
| Mancosu 21’ Longoni 35’ | Marcatori |  |

| Arbitro: | Borriello (Mantova) |

|              |           |             |
| D'Aversa 45’ | Marcatori | 86’ Mancosu |

| Arbitro: | Roca (Foggia) |

|             |           |  |
| Longoni 45’ | Marcatori |  |

#### Girone di ritorno
| Siracusa 8 gennaio 2012, ore 14:30 CET 18ª giornata | Siracusa              | 0 – 0 referto | Latina | Stadio Nicola De Simone (2.056 spett.)\| Arbitro: \| Abbattista (Molfetta) \| |
| Arbitro:                                            | Abbattista (Molfetta) |               |        |                                                                               |

| Arbitro: | Manganiello (Pinerolo) |

|  |           |             |
|  | Marcatori | 76’ Longoni |

| Arbitro: | La Penna (Roma) |

|                             |           |  |
| P. Baiocco 23’ Testardi 79’ | Marcatori |  |

| Arbitro: | Ripa (Nocera Inferiore) |

|             |           |             |
| Madonna 24’ | Marcatori | 44’ Mancosu |

| Arbitro: | Morreale (Roma) |

|               |           |  |
| Fernández 82’ | Marcatori |  |

| Arbitro: | Bindoni (Venezia) |

|                                |           |             |
| Possanzini 3’, 12’ Musetti 81’ | Marcatori | 57’ Longoni |

| Arbitro: | Roca (Foggia) |

|             |           |                           |
| Lucenti 81’ | Marcatori | 57’ Tamburini 57’ Joelson |

| Arbitro: | Manganiello (Pinerolo) |

|               |           |                                |
| Filippi 90+1’ | Marcatori | 5’ (rig.) Testardi 83’ Zizzari |

| Bolzano 11 marzo 2012, ore 14:30 CET 26ª giornata | Südtirol        | 0 – 0 referto | Siracusa | Stadio Druso (1.647 spett.)\| Arbitro: \| Pasqua (Tivoli) \| |
| Arbitro:                                          | Pasqua (Tivoli) |               |          |                                                              |

| Arbitro: | Marini (Roma) |

|                     |           |                         |
| Verachi 2’ Coda 90’ | Marcatori | 31’ L. Correa 34’ Basso |

| Arbitro: | Pairetto (Nichelino) |

|               |           |                      |
| Rodríguez 82’ | Marcatori | 1’ (aut.) Bertoncini |

| Arbitro: | Barbeno (Brescia) |

|                                          |           |          |
| Ignoffo 40’ Testardi 71’ Bongiovanni 80’ | Marcatori | 60’ Cori |

| Arbitro: | Merlino (Udine) |

|                                       |           |                          |
| Mazzeo 64’ Infantino 67’ Schetter 86’ | Marcatori | 14’ Testardi 38’ Ignoffo |

| Arbitro: | Albertini (Ascoli Piceno) |

|                                          |           |  |
| Mancosu 29’ Zizzari 77’ Longo 83’ (aut.) | Marcatori |  |

| Arbitro: | Fabbri (Ravenna) |

|              |           |  |
| Del Core 83’ | Marcatori |  |

| Arbitro: | Maresca (Napoli) |

|          |           |  |
| Coda 11’ | Marcatori |  |

| Arbitro: | Adducci (Paola) |

|  |           |             |
|  | Marcatori | 76’ Mancosu |

### Play-off

#### Semifinali
| Arbitro: | Pairetto (Nichelino) |

|           |           |  |
| Turchi 7’ | Marcatori |  |

| Arbitro: | Fabbri (Ravenna) |

|                          |           |                          |
| Fernandez 22’ Fofana 58’ | Marcatori | 16’ Sarno 63’ Mammarella |

### Coppa Italia

#### Primo turno
| Arbitro: | Gallo (Barcellona Pozzo di Gotto) |

|            |           |  |
| Fofana 87’ | Marcatori |  |

#### Secondo turno
| Arbitro: | Giancola (Vasto) |

|                               |           |             |
| Paulinho 36’, 48’ Dionisi 75’ | Marcatori | 14’ Longoni |

### Coppa Italia Lega Pro

#### Fase ad eliminazione diretta
| Arbitro: | Saia (Palermo) |

|                             |           |             |
| Mastrolilli 20’ Madonia 96’ | Marcatori | 68’ Zizzari |

## Statistiche

### Statistiche di squadra
| Competizione             | Punti | In casa | In casa | In casa | In casa | In casa | In casa | In trasferta | In trasferta | In trasferta | In trasferta | In trasferta | In trasferta | Totale | Totale | Totale | Totale | Totale | Totale | DR  |
| Competizione             | Punti | G       | V       | N       | P       | Gf      | Gs      | G            | V            | N            | P            | Gf           | Gs           | G      | V      | N      | P      | Gf     | Gs     | DR  |
| ------------------------ | ----- | ------- | ------- | ------- | ------- | ------- | ------- | ------------ | ------------ | ------------ | ------------ | ------------ | ------------ | ------ | ------ | ------ | ------ | ------ | ------ | --- |
| Lega Pro Prima Divisione | 58    | 17      | 12      | 3       | 2       | 29      | 10      | 17           | 6            | 6            | 5            | 17           | 21           | 34     | 18     | 9      | 7      | 46     | 31     | +15 |
| Play-off                 | -     | 1       | 0       | 1       | 0       | 2       | 2       | 1            | 0            | 0            | 1            | 0            | 1            | 2      | 1      | 1      | 0      | 2      | 3      | -1  |
| Coppa Italia             | -     | 1       | 1       | 0       | 0       | 1       | 0       | 1            | 0            | 0            | 1            | 1            | 3            | 2      | 1      | 0      | 1      | 2      | 3      | -1  |
| Coppa Italia Lega Pro    | -     | -       | -       | -       | -       | -       | -       | 1            | 0            | 0            | 1            | 1            | 2            | 1      | 0      | 0      | 1      | 1      | 2      | -1  |
| Totale                   | -     | 19      | 13      | 4       | 2       | 32      | 12      | 20           | 6            | 6            | 8            | 19           | 27           | 39     | 20     | 10     | 9      | 51     | 39     | +12 |

Annotazioni
1. ↑  2 punti di penalizzazione  COMUNICATO UFFICIALE N. 17/CDN (2011/2012) (PDF), su figc.it, 15 settembre 2011. URL consultato il 10 giugno 2016 (archiviato dall'url originale il 4 marzo 2016).
2. ↑  1 punto di penalizzazione  COMUNICATO UFFICIALE N. 31/CDN (2011/2012) (PDF), su figc.it, 27 ottobre 2011. URL consultato il 10 giugno 2016 (archiviato dall'url originale il 4 marzo 2016).
3. ↑  2 punti di penalizzazione  COMUNICATO UFFICIALE N. 61/CDN (2011/2012) (PDF), su figc.it, 9 febbraio 2012. URL consultato il 10 giugno 2016 (archiviato dall'url originale il 4 marzo 2016).

### Statistiche dei giocatori
Sono in corsivo i calciatori che hanno lasciato la società a stagione in corso.
| Giocatore      | Lega Pro Prima Divisione + Play-off | Lega Pro Prima Divisione + Play-off | Lega Pro Prima Divisione + Play-off | Lega Pro Prima Divisione + Play-off | Coppa Italia | Coppa Italia | Coppa Italia | Coppa Italia | Coppa Italia Lega Pro | Coppa Italia Lega Pro | Coppa Italia Lega Pro | Coppa Italia Lega Pro | Totale   | Totale | Totale      | Totale     |
| Giocatore      | Presenze                            | Reti                                | Ammonizioni                         | Espulsioni                          | Presenze     | Reti         | Ammonizioni  | Espulsioni   | Presenze              | Reti                  | Ammonizioni           | Espulsioni            | Presenze | Reti   | Ammonizioni | Espulsioni |
| -------------- | ----------------------------------- | ----------------------------------- | ----------------------------------- | ----------------------------------- | ------------ | ------------ | ------------ | ------------ | --------------------- | --------------------- | --------------------- | --------------------- | -------- | ------ | ----------- | ---------- |
| I. Aloe        | 1                                   | 0                                   | 0                                   | 0                                   | -            | -            | -            | -            | -                     | -                     | -                     | -                     | 1        | 0      | 0           | 0          |
| D. Baiocco     | 29+2                                | 1                                   | 2+1                                 | 0                                   | 2            | 0            | 1            | 1            | -                     | -                     | -                     | -                     | 33       | 1      | 4           | 1          |
| P. Baiocco     | 33+2                                | -29+-3                              | 6+1                                 | 1                                   | 2            | -3           | 0            | 0            | -                     | -                     | -                     | -                     | 37       | -34    | 7           | 1          |
| L. Bongiovanni | 26+2                                | 1                                   | 0                                   | 0                                   | 2            | 0            | 0            | 0            | 1                     | 0                     | 0                     | 0                     | 31       | 1      | 0           | 0          |
| F. Calabrese   | 3                                   | 0                                   | 1                                   | 0                                   | -            | -            | -            | -            | -                     | -                     | -                     | -                     | 3        | 0      | 1           | 0          |
| L. Calabrese   | 9                                   | 0                                   | 2                                   | 0                                   | -            | -            | -            | -            | 1                     | 0                     | 1                     | 0                     | 10       | 0      | 3           | 0          |
| V. Capocchiano | 27+2                                | 0                                   | 3                                   | 0                                   | 2            | 0            | 0            | 0            | -                     | -                     | -                     | -                     | 31       | 0      | 3           | 0          |
| M. Coda        | 14+1                                | 2                                   | 0                                   | 0                                   | -            | -            | -            | -            | -                     | -                     | -                     | -                     | 15       | 2      | 0           | 0          |
| M. Fernández   | 23+2                                | 1+1                                 | 8                                   | 0                                   | -            | -            | -            | -            | -                     | -                     | -                     | -                     | 25       | 2      | 8           | 0          |
| M. Fofana      | 12+2                                | 5+1                                 | 1                                   | 1                                   | 2            | 1            | 0            | 0            | -                     | -                     | -                     | -                     | 16       | 7      | 1           | 1          |
| M. Fornoni     | 1                                   | -0                                  | 0                                   | 1                                   | -            | -            | -            | -            | 1                     | -2                    | 0                     | 0                     | 2        | -2     | 0           | 1          |
| C. Giordano    | 27+2                                | 0                                   | 10                                  | 2                                   | 2            | 0            | 1            | 0            | 1                     | -                     | -                     | -                     | 32       | 0      | 11          | 2          |
| G. Ignoffo     | 20                                  | 2                                   | 7                                   | 0                                   | 2            | 0            | 1            | 0            | 1                     | 0                     | 0                     | 0                     | 23       | 2      | 8           | 0          |
| G. Lucenti     | 17+1                                | 1                                   | 7                                   | 1+1                                 | 2            | 0            | 1            | 0            | -                     | -                     | -                     | -                     | 20       | 1      | 8           | 2          |
| L. Longoni     | 28+2                                | 7                                   | 6                                   | 1                                   | 1            | 1            | 0            | 0            | -                     | -                     | -                     | -                     | 31       | 8      | 6           | 1          |
| M. Mancosu     | 34+2                                | 8                                   | 3+1                                 | 0                                   | -            | -            | -            | -            | -                     | -                     | -                     | -                     | 36       | 8      | 4           | 0          |
| D. Moi         | 27+2                                | 1                                   | 7                                   | 2                                   | 2            | 0            | 1            | 0            | 1                     | 0                     | 0                     | 0                     | 32       | 1      | 8           | 2          |
| A. Montalto    | 15                                  | 5                                   | 0                                   | 0                                   | 2            | 0            | 0            | 1            | -                     | -                     | -                     | -                     | 17       | 5      | 0           | 1          |
| A. Petta       | 4                                   | 0                                   | 0                                   | 0                                   | -            | -            | -            | -            | 1                     | 0                     | 1                     | 0                     | 5        | 0      | 1           | 0          |
| V. Pepe        | 27+2                                | 2                                   | 1+2                                 | 0                                   | 2            | 0            | 0            | 0            | -                     | -                     | -                     | -                     | 31       | 2      | 3           | 0          |
| A. Pippa       | 16                                  | 0                                   | 5                                   | 0                                   | -            | -            | -            | -            | 1                     | 0                     | 0                     | 0                     | 17       | 0      | 5           | 0          |
| O. Scordino    | -                                   | -                                   | -                                   | -                                   | -            | -            | -            | -            | -                     | -                     | -                     | -                     | -        | -      | -           | -          |
| F. Spinelli    | 30+2                                | 0                                   | 6+1                                 | 2                                   | 2            | 0            | 1            | 0            | 1                     | 0                     | 0                     | 0                     | 35       | 0      | 8           | 2          |
| A. Strigari    | 12                                  | 0                                   | 3                                   | 0                                   | 1            | 0            | 0            | 0            | 1                     | 0                     | 0                     | 0                     | 14       | 0      | 3           | 0          |
| E. Testardi    | 13+2                                | 4                                   | 2                                   | 1                                   | -            | -            | -            | -            | -                     | -                     | -                     | -                     | 15       | 4      | 2           | 1          |
| E. Verachi     | 1                                   | 1                                   | 0                                   | 0                                   | -            | -            | -            | -            | -                     | -                     | -                     | -                     | 1        | 1      | 0           | 0          |
| F. Zizzari     | 25                                  | 2                                   | 0                                   | 0                                   | 1            | 0            | 0            | 0            | 1                     | 1                     | 0                     | 0                     | 27       | 3      | 0           | 0          |